# Tony Jantschke
Tony Jantschke (Hoyerswerda, Német Demokratikus Köztársaság, 1990. április 7.  –) német labdarúgó, a Borussia Mönchengladbach hátvédje.